# Пила
 Тази статия е за инструмента.  За града в Полша вижте Пила (град).  За селото в Италия вижте Пила (Италия).
Пила̀ се нарича ръчен инструмент за отнемане чрез пилене (изтъргване, изглаждане) на тънък слой от метал, дърво, пластмаса, нокти и др. твърди материали. Състои се от две части: дръжка и работна част. Дръжката е частта, за която пилата се захваща със свита длан и с движения напред и назад се движи по повърхността на материала, който се пили. Тя се изработва от дърво, изкуствен материал или се отлива заедно с работната част. Работната част се изработва от високовъглеродна инструментална стомана, която е подложена на повърхностна закалка. Най-често има продълговата форма с квадратно, правоъгълно, овално, цилиндрично или триъгълно сечение. По нея са нанесени насечки, образуващи режещите ръбове. По броя на насечките падащи се на сантиметър дължина пилите биват следните видове:
- Брусовки (4,5-12 насечки на cm)
- Ситни (лицеви) (13-26)
- Шлайфпили (42-80)

Пилите с големи насечки се наричат Рашпили (ед.ч. Рашпила).
Пилите се използват най-често за шлосерки работи, за заточване на режещи инструменти (ножове, триони и др.). Рашпилите намират приложение в дървообработването и кожарската промишленост. Пилите за нокти обикновено са с най-малки размери и са най-широко разпространени.